# Берсенєв Іван Миколайович
Берсенєв Іван Миколайович (Берсенєв — псевдонім, справжнє прізвище Павліщев, 11 (23) квітня 1889 — 25 грудня 1951) — російський і радянський актор і театральний режисер, народний артист СРСР (1948).

## Біографія
Іван Павліщев народився 11 (23) квітня 1889 року в Москві, в сім'ї управителя торговою фірмою. Дитинство та юність Івана Миколайовича пройшли у Києві. Навчався у Київському університеті, одночасно відвідуючи драматичну школу Е. А. Лепковского. Ще будучи гімназистом, виступав на аматорській сцені. Тоді ж узяв псевдонім Берсенєв, тому що під своїм прізвищем виступати не міг — гімназистам вихід на сцену був заборонений. У п'єсі «Робоча слобідка» Є. Карпова Берсенєв грав роль Федора Ластовкіна. У цій ролі його побачив  антрепренер Київського театру Соловцова Ісаак Дуван-Торцов, який і запросив його в свою трупу.
У 1907 році вступив на сцену Київського театру Соловцова, де працював під керівництвом Коте Марджанішвілі. Іван Миколайович залишив навчання в університеті і грав у театрах провінції (Одеса — антреприза М. Багрова, Вінниця, Катеринодар), в основному ролі в амплуа героя. Першою роллю на сцені театру стала роль Роде в п'єсою А. П. Чехова «Три сестри». У 1911 році вступив на сцену МХАТу. Найкраща кіноробота — роль Карташова у фільмі «Великий громадянин». Викладав у ГІТІСі, з 1939 року — професор.
У Москві жив у будинку № 7 по Брюсовим провулку та будинку № 5/7 у Камергерском провулку. Чоловік Софії Гіацинтової. Останні два роки життя, до самої своєї смерті, не оформляючи офіційно розлучення, жив у фактичному шлюбі з видатною російської балериною Галиною Улановою.
Нагороджений орденом Леніна, 2 іншими орденами, а також медалями.
Помер Іван Миколайович Берсенєв 25 грудня 1951 в Москві. Похований у Москві на Новодівичому кладовищі.

## Фільмографія
- 1937 — «Великий громадянин» — Олексій Дмитрович Карташов
- 1946 — «В горах Югославії» — Броз Тіто